# Shanidar 1
Shanidar 1 es el nombre de catálogo, también conocido como esqueleto de Shanidar y nombrado por el descubridor como Nandy, de un esqueleto fósil de Homo neanderthalensis encontrado en la cueva del mismo nombre, localizada en Irak. Los restos tienen una antigüedad de 35 000 a 45 000 años. Fueron encontrados por el arqueólogo Ralph Solecki en 1957 y dados a conocer por él mismo tres años después en Annual Report of the Smithsonian Institution for 1959.

## Descripción

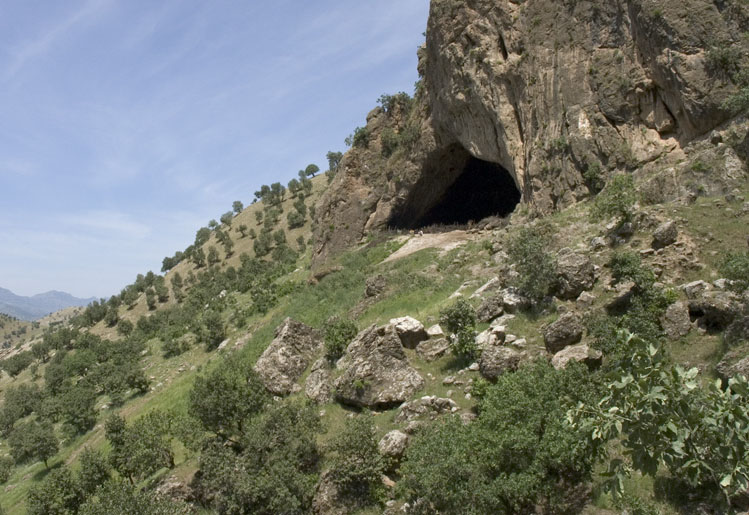
Entrada de la cueva de Shanidar (Kurdistán iraquí).

El yacimiento de Shanidar se encuentra en una cueva en el noroeste de las montañas Zagro, dentro del Kurdistán iraquí, en una posición elevada, con orientación sur y con acceso al agua fácil, lo que la hacían un lugar ideal para habitarlo.
El individuo debió de ser sorprendido por un terremoto que provocó los derrumbes que le sepultaron, manteniéndose así hasta su descubrimiento en 1957. Lo que encontró Solecki primero fue el cráneo y una vez retirado del yacimiento siguió la excavación del resto del esqueleto, que correspondía con un adulto realmente viejo, para un neandertal, unos 40 años —lo que hoy correspondería a unos 80—, que debió recibir ayuda para sobrevivir hasta esa avanzada edad, ya que tenía serias patologías. De hecho, es el esqueleto con más traumatismos de los homínidos del Pleistoceno: antebrazo y mano derechos seriamente dañados, deformaciones del cráneo y degeneración de varias de las articulaciones de la pierna, también, derecha.
Junto a este fósil se encontraron otros esqueletos y restos de la misma especie, de hasta diez individuos.

## Importancia
El hallazgo fue de vital importancia para comprender la distribución de los homínidos ya que hasta ese momento no se habían encontrado restos en la zona.
Los fósiles de Shanidar se suelen asociar con los de otros yacimientos cercanos (Amud, Tabun y Kebara) como parte de una población tardía (50-45 ka) de neandertales de Próximo Oriente.